# オリヴ・ハジス
オリヴ・アイルランド・ハジス（Olive Ireland Hodges, 1877年1月21日 - 1964年1月25日）はアメリカ・メソジスト・プロテスタント教会の宣教師である。1904年から1938年まで校長の重責を担い、横浜英和女学校（現：横浜英和学院）の基礎を築いた。

## 生涯

### 初期・米国
1877年ウェストバージニア州で生まれる。1892年に15歳で小学校の免許を取得するが、16歳未満なので採用されなかった。そこで、従兄のトーマス・E・ハジスからの誘いで、バージニア州のハンティントン州立師範学校の三年に編入して学んだ。そこで、歌と英作文を教えていたミス・リーに出会う。
1893年に、師範学校を卒業すると、1897年にピーボディー・ノーマル・カレッジで学ぶことになる。そこで、医学を学んでいたミス・リーに再会する。一年間リーと同居する。リーの影響で海外伝道を志す。カレッジ卒業後、ウェストバージニア州モーガンタウンの高校で数学を教えながら、中国へ宣教師として行く準備をしていた。
1902年カナダのトロントで学生伝道志望大会に参加して、美普教会のフォーレスト宣教師に出会う。フォーレストを通してピッツバーグのミッション・ボードのウィリアムスの日本への宣教師として派遣の要請を受け、それを承諾する。

### 来日
1902年（明治35年）9月1日に来日して、最初に横浜から名古屋の堅盤信誠幼稚園の園長になり日本語を覚える。
翌年、横浜に戻り1903年（明治36年）横浜英和女学校に赴任し、1904年（明治37年）に第8代校長に就任する。
1908年（明治41年）には横浜山手244番に横浜英和女学校の礼拝堂が建設され、マカスリン礼拝堂と名づけられた。
1916年（大正5年）蒔田の丘に校舎を移築した。献堂の式典には神奈川県知事も臨席した。1920年（大正9年）には、学友会・校友会の機関紙『晩香』が発行された。

### 戦争中の帰国
1941年（昭和16年）に太平洋戦争が始まると、日本での敵国人の抑留政策の一環として、1942年（昭和17年）8月に強制収容所に収容される。東京の拘留所から、第二次日米交換船でアメリカに帰国する。
1945年から1946年まで日系アメリカ人のワシントン宿舎の管理者として、日系市民の住宅と就職の世話をする。1946年から1949年まで、ニューヨークのメソジスト教会の海外援助委員会担当補佐官に就任する。

### 再来日
1950年（昭和25年）、成美学園（1939年に英和女学校から改名）創立70周年記念式典に招待され、名誉園長の称号を送られた。その後、神奈川県茅ヶ崎市の大和田の成美寮に居住した。そして、小グループの修養会、祈祷会、聖書研究会、祈祷会などを行った。
1952年（昭和27年）にハジスは日本基督教団茅ヶ崎平和教会に転籍した。
1961年（昭和36年）1月第9回横浜文化賞を受賞した。1964年（昭和39年）1月25日朝、87歳で心筋梗塞のため亡くなった。